# Eritema multiforme
Eritema multiforme ou eritema polimorfo é uma reação imunológica das mucosas e da pele. Essa reação pode estar associada ao herpes ou a uma possível reação alérgia a medicamentos e/ou alimentos. Após a administração de determinadas drogas, podem surgir sinais como febre, mal-estar, dor e fraqueza muscular e eventualmente vômito. O paciente passa então a apresentar erupções nas mucosas e na pele, podendo apresentar também bolhas e ulcerações em alguns casos. 

## Apresentação
A doença se instala de forma súbita e acomete principalmente os braços, as pernas, as mãos e os pés. O termo multiforme vem da multiplicidade de tipos de lesões, que podem ser avermelhadas ou purpúricas, elevadas, com vesículas e bolhas. As lesões aumentam de tamanho e podem atingir vários centímetros.  
Manifestações características são a lesão em alvo: bordas elevadas e de contorno avermelhado, com centro deprimido e mais escuro; e a lesão em íris: placa avermelhada centrada por vesícula ou bolha. Quando as mucosas são acometidas, surge vermelhidão e feridas erosadas. Este quadro dura cerca de 4 semanas e pode ser precedido ou acompanhado por coceira, febre, indisposição e mal estar geral. 
O envolvimento bucal é comum, e caracterizado por uma erupção eritematosa vésiculo-bolhosa. O quadro se manifesta sob duas formas de apresentação:
- Menor: acomete apenas a pele, com poucos sintomas gerais e melhor evolução.
- Maior: acomete a pele e as mucosas, com sintomas gerais importantes e evolução mais grave, também conhecido como Síndrome de Stevens-Johnson. [1]

## Tratamento

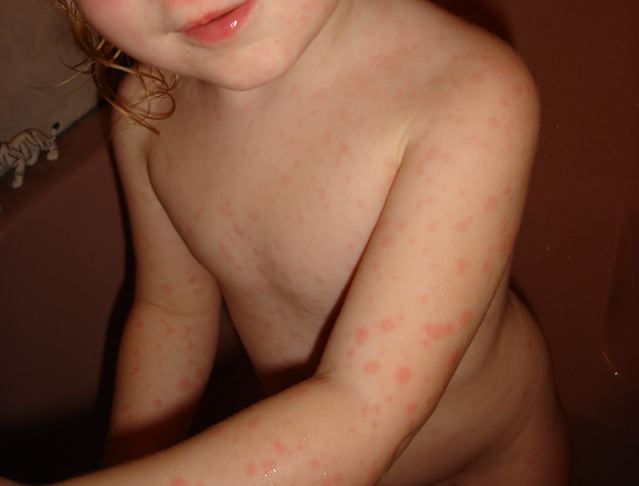
Reação alérgica após uso de amoxicilina em uma criança de 2 anos de idade.

Quando suspeita-se de que a causa do eritema multiforme foi o uso de algum medicamento, este deve ser imediatamente suspenso, sempre que possível. Se ele for fundamental para o tratamento de outras doenças, deve-se buscar um substituto. No caso de suspeição do agente desencadeador ser uma infecção, esta deve ser tratada. 
O tratamento é realizado com medicação anti-histamínica (no caso de coceira) e corticosteróides de uso tópico ou por via oral, apesar de alguns autores contraindicarem o seu uso e preconizarem o uso de imunoglobulina humana. Também são importantes os cuidados básicos com as feridas e os cuidados gerais com a saúde do paciente, como compressas de água fria que deverão ser utilizadas para diminuir o desconforto  causado pelas feridas e bolhas na pele dos pacientes.  
Os casos de Síndrome de Stevens-Johnson podem justificar a internação do paciente devido à sua maior gravidade, para que este receba um melhor suporte clínico, incluindo a assistência de outros especialistas, além do médico dermatologista. Os indivíduos em que as lesões atingiram gravemente a boca e apresentam dificuldades para ingerir alimentos, devem receber vitaminas e nutrientes por via endovenosa. 